# Vincent Moon

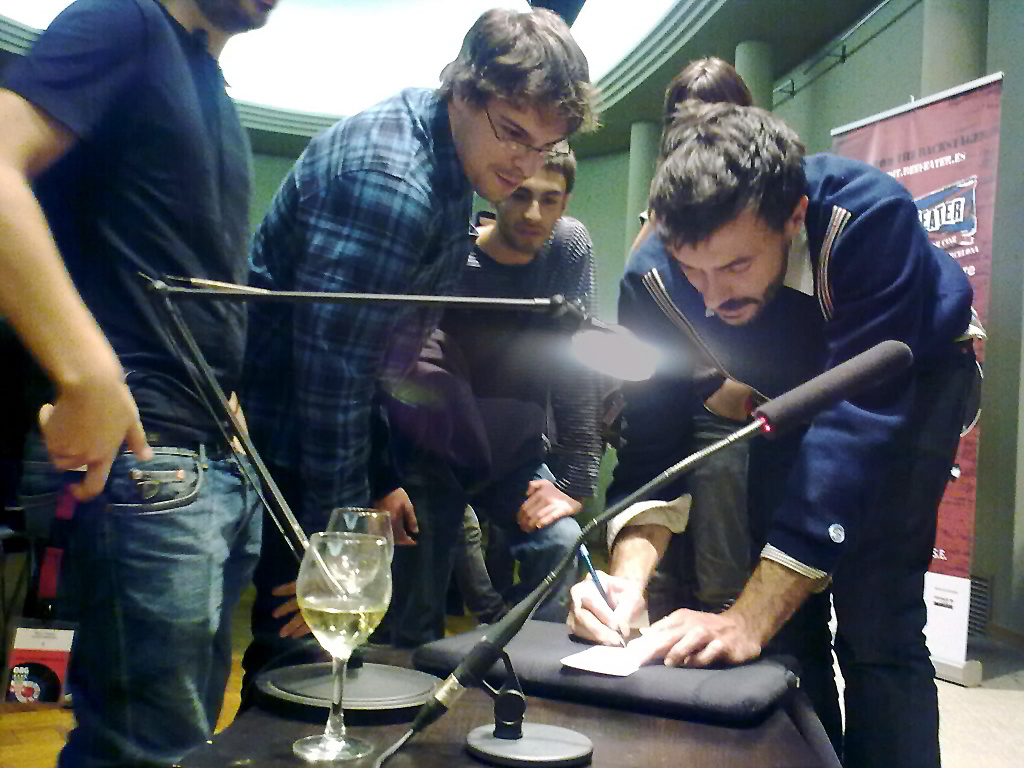
Autogrammstunde Vincent Moon

Vincent Moon, bürgerlicher Name Mathieu Saura (* 25. August 1979 in Paris) ist ein französischer Regisseur von Musikvideos und Dokumentarfilmen.
Moon hat sich hauptsächlich auf Musikvideos spezialisiert und bekam seine erste Auftragsarbeit als Regisseur 1991 von der Band The Spinto Band. Moon machte danach auch Filme für R.E.M., Tom Jones, Bloc Party, Seasick Steve, Fleet Foxes, The Wombats, dEUS, An Pierle, Bon Iver, Black Lips, Yeasayer, Liars, Arcade Fire, Efterklang, Mogwai, O’Death, The Ex, De Kift, Stephen Malkmus, Scout Niblett, Caribou, Vic Chesnutt, Architecture in Helsinki, The National, The Young Gods, The Shins, Andrew Bird, The Kooks, Okkervil River, Xiu Xiu, Sufjan Stevens und Beirut. 2006 begann Moon The Take-Away Shows, eine Serie von Musikvideos.
2008 drehte er einen Dokumentarfilm über die Investitionen von Coca-Cola in Afrika, Changes in Rhythm.

## Musikvideos

### The Take-Away Shows
- Take-Away Show #1 – The Spinto Band
- Take-Away Show #2 – Jens Lekman
- Take-Away Show #3 – Thomas Dybdahl
- Take-Away Show #4 – Jeffrey Lewis
- Take-Away Show #5 – Ramona Cordova
- Take-Away Show #6 – Okkervil River
- Take-Away Show #7 – Mojave 3
- Take-Away Show #8 – Casiotone For The Painfully Alone
- Take-Away Show #9 – Suart Staples
- Take-Away Show #10 – Xiu Xiu
- Take-Away Show #11 – Grizzly Bear
- Take-Away Show #12 – The Kooks
- Take-Away Show #13 – Islands
- Take-Away Show #14 – Volcano!
- Take-Away Show #15 – Elysian Fields
- Take-Away Show #16 – My Brightest Diamond
- Take-Away Show #17 – Doveman
- Take-Away Show #18 – The Divine Comedy
- Take-Away Show #19 – Dean and Britta
- Take-Away Show #20 – Polar
- Take-Away Show #21 – Herman Düne
- Take-Away Show #22 – The Hidden Cameras
- Take-Away Show #23 – Au Revoir Simone
- Take-Away Show #24 – I’m from Barcelona
- Take-Away Show #25 – Guillemots
- Take-Away Show #26 – Lapin Machin
- Take-Away Show #27 – Kria Brekkan
- Take-Away Show #28 – Tapes ’n Tapes
- Take-Away Show #29 – First Nation & Bear in Heaven
- Take-Away Show #30 – Alamo Race Track
- Take-Away Show #31 – Cali
- Take-Away Show #32 – Stars Like Fleas
- Take-Away Show #33 – Tobias Froberg
- Take-Away Show #34 – Tahiti Boy
- Take-Away Show #35 – Cold War Kids
- Take-Away Show #36 – The Low Lows
- Take-Away Show #37 – Francois Virot
- Take-Away Show #38 – Eagle*Seagull
- Take-Away Show #39 – Essie Jain
- Take-Away Show #40 – The National
- Take-Away Show #41 – Arcade Fire
- Take-Away Show #42 – Chris Garneau
- Take-Away Show #43 – The Ruby Suns
- Take-Away Show #44 – The Shins
- Take-Away Show #45 – Andrew Bird
- Take-Away Show #46 – Alan Sparhawk (Low)
- Take-Away Show #47 – Benni Hemm Hemm
- Take-Away Show #48 – Jeremy Warmsley
- Take-Away Show #49 – Damon and Naomi
- Take-Away Show #50 – Sufjan Stevens
- Take-Away Show #51 – Lonely, Dear
- Take-Away Show #52 – Of Montreal vs Axe Riverboy
- Take-Away Show #53 – Keren Ann
- Take-Away Show #54 – Voxtrot/Sparrow House
- Take-Away Show #55 – Dirty Projectors
- Take-Away Show #56 – Pascal Comelade
- Take-Away Show #57 – Rio en Medio
- Take-Away Show #58 – Architecture in Helsinki
- Take-Away Show #59 – Inlets/Marla Hansen
- Take-Away Show #60 – Soirée à Emporter feat. Zach Condon, Kocani Orkestar, Inlets, Jeremy Warmsley, Sparrow House, Sebastian Schuller and David-Ivar Herman Düne
- Take-Away Show #61 – Liars
- Take-Away Show #62 – Menomena
- Take-Away Show #63 – Gravenhurst
- Take-Away Show #64 – Beirut
- Take-Away Show #65 – Final Fantasy
- Take-Away Show #66 – Elvis Perkins
- Take-Away Show #67 – St. Vincent
- Take-Away Show #68 – Crammed Discs Week
- Take-Away Show #69 – Malajube
- Take-Away Show #70 – Paris, Lost in Texas (Austin, Texas) feat. Jad Fair, Peter and the Wolf and Sparrow House.
- Take-Away Show #71 – Department of Eagles
- Take-Away Show #72 – Jonquil
- Take-Away Show #73 – A Hawk and a Hacksaw
- Take-Away Show #74 – Vic Chesnutt
- Take-Away Show #75 – Marissa Nadler
- Take-Away Show #76 – Caribou
- Take-Away Show #77 – Taraf de Haïdouks
- Take-Away Show #78 – Scout Niblett
- Take-Away Show #79 – Alela Diane
- Take-Away Show #80 – Vampire Weekend
- Take-Away Show #81 – Castanets
- Take-Away Show #82 – Animal Collective
- Take-Away Show #83 – Sid Touré
- Take-Away Show #84 – The Ex
- Take-Away Show #85 – De Kift
- Take-Away Show #86 – Stephen Malkmus
- Take-Away Show #87 – Yeasayer
- Take-Away Show #88 – Pigeon John
- Take-Away Show #89 – R.E.M.
- Take-Away Show #90 – Bowerbirds
- Take-Away Show #91 – Noah and the Whale
- Take-Away Show #92 – Winter Family
- Take-Away Show #93 – Bon Iver
- Take-Away Show #94 – Gaspar Claus and Pedro Soler
- Take-Away Show #95 – Man Man
- Take-Away Show #96 – Seasick Steve
- Take-Away Show #97 – Tom Jones
- Take-Away Show #98 – Kazuki Tomokawa

## Filmografie
- Instant Stuff
- Changes in Rhythm
- A Skin, a Night[3]